# Skoki do wody na Igrzyskach Panamerykańskich 2023
Zawody w skokach do wody na Igrzyskach Panamerykańskich 2023 zostały rozegrane w dniach 20-25 października. Areną zmagań był Estadio Nacional Julio Martínez Prádanos.

## Medaliści

### Mężczyźni
| Konkurencja             | 1. miejsce                             | Wynik  | 2. miejsce                                   | Wynik  | 3. miejsce                                     | Wynik  |
| ----------------------- | -------------------------------------- | ------ | -------------------------------------------- | ------ | ---------------------------------------------- | ------ |
| Trampolina 1 m          | Osmar Olvera                           | 424,70 | Jonathan Ruvalcaba                           | 384,90 | Luis Uribe                                     | 371,20 |
| Trampolina 3 m          | Osmar Olvera                           | 536,15 | Luis Uribe                                   | 444,25 | Jack Ryan                                      | 435,35 |
| Wieża 10 m              | Randal Willars                         | 479,40 | Nathan Zsombor-Murray                        | 476,15 | Kenny Zamudio                                  | 451,60 |
| Trampolina 3 m, synchr. | Meksyk · Rodrigo Diego · Osmar Olvera  | 425,46 | Kolumbia · Daniel Restrepo · Luis Uribe      | 398,67 | Stany Zjednoczone · Tyler Downs · Jack Ryan    | 368,64 |
| Wieża 10 m, synchr.     | Meksyk · Kevin Berlín · Randal Willars | 419,94 | Kanada · Rylan Wiens · Nathan Zsombor-Murray | 404,04 | Kolumbia · Alejandro Solarte · Sebastián Villa | 383,19 |

### Kobiety
| Konkurencja             | 1. miejsce                                   | Wynik  | 2. miejsce                         | Wynik  | 3. miejsce                                            | Wynik  |
| ----------------------- | -------------------------------------------- | ------ | ---------------------------------- | ------ | ----------------------------------------------------- | ------ |
| Trampolina 1 m          | Pamela Ware                                  | 280,25 | Mia Vallée                         | 272,30 | Hailey Hernandez                                      | 261,75 |
| Trampolina 3 m          | Pamela Ware                                  | 342,75 | Arantxa Chávez                     | 336,85 | Krysta Palmer                                         | 323,85 |
| Wieża 10 m              | Gabriela Agúndez                             | 361,55 | Alejandra Orozco                   | 340,80 | Caeli McKay                                           | 335,65 |
| Trampolina 3 m, synchr. | Meksyk · Arantxa Chávez · Paola Pineda       | 285,48 | Kanada · Mia Vallée · Pamela Ware  | 280,65 | Stany Zjednoczone · Hailey Hernandez · Jordan Skilken | 279,06 |
| Wieża 10 m, synchr.     | Meksyk · Gabriela Agúndez · Alejandra Orozco | 315,42 | Kanada · Caeli McKay · Kate Miller | 310,29 | Brazylia · Ingrid de Oliveira · Giovanna Pedroso      | 273,60 |

## Klasyfikacja medalowa
| Miejsce | Państwo           | Złoto | Srebro | Brąz | Razem |
| ------- | ----------------- | ----- | ------ | ---- | ----- |
| 1.      | Meksyk            | 8     | 2      | 1    | 11    |
| 2.      | Kanada            | 2     | 5      | 1    | 8     |
| 3.      | Kolumbia          | 0     | 2      | 2    | 4     |
| 4.      | Dominikana        | 0     | 1      | 0    | 1     |
| 5.      | Stany Zjednoczone | 0     | 0      | 5    | 5     |
| 6.      | Brazylia          | 0     | 0      | 1    | 1     |
| Razem   | Razem             | 10    | 10     | 10   | 30    |

Źródło: 